# 金絲瓜
金絲瓜，又稱搅丝瓜、金線瓜、金糸瓜、錦絲瓜、麺條瓜、素麺南瓜等，是葫蘆科南瓜屬美洲南瓜的栽培品种，一種一年生植物，原產於美洲。中國崇明島是金絲瓜的著名產地之一。金絲瓜可食用，其甜度比其他南瓜要低，口感更為清爽。